# Leones de Yucatán (LPB)
Para el equipo de la Liga Mexicana de Béisbol, véase Leones de Yucatán.
Los Leones de Yucatán es un equipo que compitió en  la Liga Peninsular de Béisbol con sede en Mérida, Yucatán, México.

## Historia

### Inicios
Los Leones de Yucatán debutaron en la LPB en la Temporada 2016, y fueron sucursal del equipo Leones de Yucatán que participa en la Liga Mexicana de Béisbol.

### Actualidad
Los Leones fueron los subcampeones de la Temporada 2016 al caer en la Serie Final ante los Piratas de Escárcega por 4 juegos a 0.

## Jugadores

### Roster actual
Actualizado al 25 de noviembre de 2016.
| Leones de Yucatán Roster 2016 |    |                      |                  |
| C U E R P O T É C N I C O     |    |                      |                  |
| Mánager                       | 7  | Bandera de Venezuela | Wilfredo Romero  |
| Coach de Pitcheo              | 12 | Bandera de Panamá    | Santos Hernández |
| Coach de Bateo                | 4  | Bandera de México    | Oswaldo Morejón  |
| J U G A D O R E S             |    |                      |                  |
| L A N Z A D O R E S           |    |                      |                  |
| Batea: D / Tira: D            | 6  | Bandera de México    | Manuel Rodríguez |
| Batea: D / Tira: D            | 11 | Bandera de México    | Luis Montero     |
| Batea: D / Tira: D            | 14 | Bandera de México    | Luis Reyes       |
| Batea: D / Tira: D            | 25 | Bandera de México    | Carlos Pech      |
| Batea: D / Tira: D            | 26 | Bandera de México    | Saúl Vázquez     |
| Batea: D / Tira: D            | 27 | Bandera de México    | Jonathan Durán   |
| Batea: D / Tira: D            | 28 | Bandera de México    | Yamil Castillo   |
| Batea: D / Tira: D            | 30 | Bandera de México    | Esner Reynoso    |
| Batea: D / Tira: D            | 31 | Bandera de México    | Jesús Carbajal   |
| Batea: D / Tira: D            | 43 | Bandera de México    | Carlos Rodríguez |
| Batea: D / Tira: D            | 47 | Bandera de México    | Alexis Ruiz      |
| Batea: D / Tira: D            | 48 | Bandera de México    | Eduardo Álvarez  |
| Batea: D / Tira: D            | 71 | Bandera de México    | Eumir Sepúlveda  |
| Batea: D / Tira: D            | 87 | Bandera de México    | Brandon Navarro  |
| Batea: D / Tira: D            | 99 | Bandera de México    | Leonel Rivera    |
| R E C E P T O R E S           |    |                      |                  |
| Batea: D / Tira: D            | 33 | Bandera de México    | Ricardo Rojas    |
| Batea: D / Tira: D            | 45 | Bandera de México    | Daniel Mercado   |
| Batea: D / Tira: D            | 55 | Bandera de México    | Miguel Díaz      |

### Jugadores destacados
Por definir.